# Be Without You
"Be Without You" (у преводу Бити без тебе) је први званични сингл (други укупно) са седмог студијског албума Мери Џеј Блајџ, The Breakthrough (Први укупно је "MJB Da MVP"). Продуцирао га је Брајан Мајкл Кокс.

## Историја на листама
Сингл је дебитовао на 93. позицији на Billboard Hot 100 и у фебруару 2006. године доживео је максимум са трећим местом. Ово је био трећи сингл по успеху у Мериној каријери, после "" из 2001. и "Not Gon' Cry" из 1996. године. Штавише, песма је постала најуспешније издање у историји Hot R&B/Hip-Hop Songs листе, где је провела рекордних 15 узастопних недеља на првом месту. "Be Without You" је био први на U.S. Billboard Airplay листи девет недеља, а денс ремикс за ову песму је такође био на врху америчке Hot Dance Club Play листе

## Музички спот
Музички спот је режирао Метју Ролстон, а дечка Блајџове је играо Теренс Хауард, који је номинован за Оскара. Спот је први пут пуштен 28. новембра 2005. године. Нашао се на AOL-овој листи најбољих 11 спотова на десетом месту 21. јануара 2006. године. Постоји такође и видео-запис Live At Launch Exclusive Performance доступан за преузимање од јануара 2006. године, када је спот достигао врхунац од 70. места на истој листи. Он је добио и награду "Спот године" на додели "2006 BET награда" 27. јуна 2006.

## Формати и спискови песама
ЦД
1. Be Without You (Kendu Mix)
2. Be Without You (Moto Blanco Remix)
3. Be Without You (Instrumental)
4. Be Without You (Video)

12" винил
1. Be Without You (Kendu Mix)
2. Be Without You (Moto Blanco Vocal Mix)
3. Be Without You (Moto Blanco Dub)
4. Be Without You (Instrumental)

## Листе
| Листа (2006) | Максимална позиција |
| ------------ | ------------------- |
|              | 3                   |
|              | 1                   |
|              | 1                   |
|              | 5                   |
|              | 1                   |
|              | 1                   |
|              | 32                  |
|              | 10                  |
|              | 18                  |
|              | 26                  |
|              | 22                  |

| Недеља         | 01 | 02 | 03 | 04 | 05 | 06 | 07 | 08 | 09 | 10 | 11 | 12 | 13 | 14 | 15 | 16 | 17 | 18 | 19 | 20 |
| -------------- | -- | -- | -- | -- | -- | -- | -- | -- | -- | -- | -- | -- | -- | -- | -- | -- | -- | -- | -- | -- |
| Место на листи | 93 | 67 | 50 | 32 | 25 | 20 | 12 | 27 | 15 | 10 | 4  | 3  | 4  | 4  | 5  | 5  | 4  | 4  | 5  | 5  |
| Недеља         | 21 | 22 | 23 | 24 | 25 | 26 | 27 | 28 | 29 | 30 | 31 | 32 | 33 | 34 | 35 | 36 | 37 | 38 | 39 | 40 |
| Место на листи | 5  | 5  | 8  | 11 | 14 | 18 | 22 | 28 | 28 | 40 | 47 | 49 |    |    |    |    |    |    |    |    |

| Недеља         | 01 | 02 | 03 | 04 | 05 | 06 | 07 | 08 | 09 | 10 | 11 | 12 | 13 | 14 | 15 | 16 | 17 | 18 |
| -------------- | -- | -- | -- | -- | -- | -- | -- | -- | -- | -- | -- | -- | -- | -- | -- | -- | -- | -- |
| Место на листи | 32 | 38 | 38 | 42 | 47 | 48 | 45 | 45 | 51 | 59 | 60 | 59 | 63 | 61 | 56 | 43 | 63 | 75 |

| Место на листи | 76 | 81 | 26 | 32 | 30 | 29 | 42 | 28 | 32 | 37 | 45 | 46 | 55 | 75 | 84 |